# شهرک پایین (هریس)
شهرک پایین یکی از روستاهای استان آذربایجان شرقی است که در دهستان بدوستان غربی بخش خواجه شهرستان هریس واقع شده‌است.